# Soto la Marina
Soto la Marina is een plaats in de Mexicaanse deelstaat Tamaulipas. Soto la Marina heeft 9.389 inwoners (census 2005) en is de hoofdplaats van de gemeente Soto la Marina.